# Mary Dennett

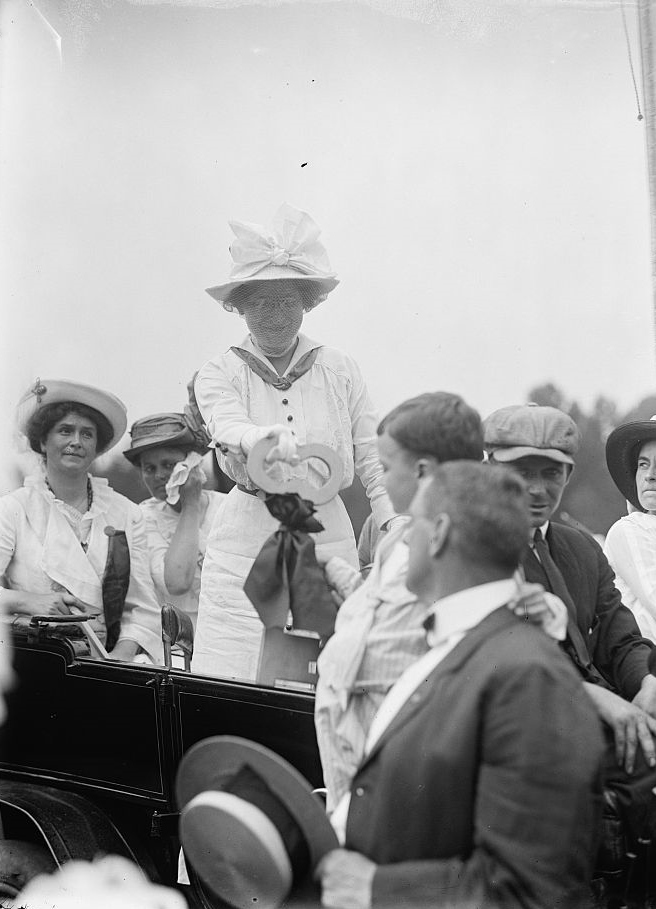
Mary Dennett

Mary Coffin Ware Dennett (* 4. April 1872 in Worcester, Massachusetts, Vereinigte Staaten; † 25. Juli 1947 in Valatie, New York (Bundesstaat), Vereinigte Staaten) war eine US-amerikanische Künstlerin, Aktivistin, Pazifistin, Pionierin auf den Gebieten der Geburtenkontrolle, Sexualerziehung und des Frauenwahlrechts. Sie war Mitbegründerin der Voluntary Parenthood League, Mitglied der National American Woman Suffrage Association, Mitbegründerin der Twilight Sleep Association und schrieb eine Broschüre über Sexualerziehung und Geburtenkontrolle.

## Leben und Werk
Dennett war das zweite von vier Kindern von Livonia Coffin und des Wollhändlers George Whitefield Ware. Sie war die Nichte von Edwin Doak Mead und Lucia (Ames) Mead und die Großnichte des Historikers und Kriegskorrespondenten Charles Carleton Coffin. 1882 starb Dennetts Vater an Krebs und ihre Familie zog nach Boston, um näher bei den Verwandten ihrer Mutter zu sein. Da sie als Frau keine lukrative Arbeit finden konnte, begann Dennetts Mutter, gegen Bezahlung junge Damen auf Reisen nach Europa zu begleiten. Während ihre Mutter auf Reisen war, wohnten Dennett und ihre beiden Geschwister bei ihrer Tante Lucia Ames Mead und besuchten eine öffentliche Schule in Boston. Ihre Tante beteiligte sich an vielen Sozialreformgruppen, schrieb zahlreiche Artikel und sprach auf Versammlungen, auf denen sie sich für den Weltfrieden und das Frauenwahlrecht einsetzte.
1887 besuchte Dennett die Miss Capen's School for Girls in Northampton, wo sie 1891 ihren Abschluss erhielt. Anschließend studierte sie bis 1893 an der School of Art and Design am Boston Museum of Fine Arts in Boston. Als Kunst- und Designstudentin studierte sie Textildesign und gewann Preise für ihre Kunst, zu der auch Wandteppiche und Lederarbeiten gehörten.
Nach ihrem Abschluss an der School of Art and Design zog sie nach Philadelphia und leitete dort bis 1897 die Abteilung für Dekoration und Design am Drexel Institute of Art. Zusammen mit ihrer Schwester reiste sie nach Spanien und Italien, wo sie antike Lederarbeiten studierte. Als sie nach dreimonatiger Reise in die USA zurückkehrte, zog sie nach Boston. Dort war sie 1897 an der Gründung der Boston Society of Arts and Crafts beteiligt und war bis 1905 Mitglied des Rates der Gesellschaft. Sie organisierte Kunstausstellungen für die Society of Arts and Crafts, deren Schwerpunkt auf der Bekanntmachung handgefertigter Kunstwerke lag.
Dennett heiratete am 20. Januar 1900 den Bostoner Architekten William Hartley Dennett, den sie 1894 kennengelernt hatte. Sie schrieb und hielt Vorträge über Kunst und Handwerk, wurde Vorstandsmitglied der Society for Arts and Crafts und beteiligte sich an Bostoner Sozialreformgruppen. 1900 bekam sie ihr erstes Kind und 1903 einen weiteren Sohn. Aufgrund einer schwierigen Geburt wurde sie krank und das Kind starb nach drei Wochen. 1905 bekam sie einen dritten Sohn wurde erneut krank. Zunächst arbeitete sie mit ihrem Mann zusammen, wobei sie als Inneneinrichtungsberaterin arbeitete. Als ihr Ehemann eine Affäre mit einer seiner Klientinnen, Margaret Chase, begann, reichte sie erfolgreich die Scheidung ein und erhielt 1913 das Sorgerecht für die Kinder.

## Einsatz für das Frauenwahlrecht und Mitglied der Woman's Peace Party
1908 nahm Dennett eine bezahlte Stelle als Außendienstsekretärin der Massachusetts Suffrage Association in Springfield, Massachusetts an. Sie organisierte Veranstaltungen, sprach mit Einzelpersonen und Gruppen über das Wahlrecht und warb neue Mitglieder für die Vereinigung. Aufgrund ihres Erfolgs und ihres guten Rufs in der Massachusetts Suffrage Association wählte sie die National American Woman Suffrage Association in New York City 1910 zur Korrespondenzsekretärin. Dennett verwaltete in dieser Funktion alle an die und von der Organisation gesendeten Briefe, erstellte Medieninhalte zur Bekanntmachung der Mission der Organisation und leitete das Büro.
Dennett setzte sich für die Einführung der Einheitssteuer ein, war Vorsitzende des Komitees für Neuwähler der Women's Henry George League und Mitglied der Bewegung für Verhältniswahlrecht. Sie war eine aktive Gegnerin der wachsenden Kriegsstimmung in den Vereinigten Staaten, leitete als Außensekretärin der American Union Against Militarism eine Reihe von Großveranstaltungen im Mittleren Westen und setzte sich für die Wiederwahl von Präsident Wilson ein. Als die Vereinigten Staaten im April 1917 in den Krieg eintraten, protestierte sie, indem sie von ihrem Posten als Exekutivsekretärin der Frauenabteilung des Democratic National Committee zurücktrat. Sie wurde Organisatorin des People's Council, einer Antikriegsgruppe, und Vorstandsmitglied der Woman's Peace Party, die sich gegen den Ausbruch des Ersten Weltkriegs in Europa aussprach. Sie war auch Mitglied des National Council der International Free Trade League und Mitglied der Women's Peace Union.
1913 war sie Präsidentin der Twilight Sleep Association in New York City. 1915 schrieb sie eine Broschüre mit dem Titel The Sex Side of Life - An Explanation for Young People. Viele der Unklarheiten und irreführenden Informationen, die Dennett missfielen, resultierten aus den Obszönitätsgesetzen des Bundes und der Bundesstaaten, wie dem Comstock Act, die die Menge an Details beschränkten, die über Sexualerziehung veröffentlicht werden durften.

## National Birth Control League
Dennett engagierte sich stärker in der Geburtenkontrollbewegung, als sie mit anderen Frauen zusammenkam, die argumentierten, dass Frauen ihre Fruchtbarkeit kontrollieren dürfen sollten. Einige dieser Frauen, darunter Jessie Ashley und Clara Gruening Stillman, plädierten für die Abschaffung der staatlichen Gesetze, die die Verteilung von Verhütungsmitteln verboten. Dennett arbeitete mit Ashley und Stillman zusammen, um 1915 die National Birth Control League (NBCL) zu gründen, die sich dafür einsetzte, das Wissen und den Zugang zu Geburtenkontrolle zu verbessern. Als Mitglied des Gesetzgebungsausschusses der National Birth Control League in New York City konzentrierte sich Dennett auf die Aufhebung des Comstock Act, indem sie Lobbyarbeit bei den Bundeskongressabgeordneten von New York leistete.

## Comstock Act und Broschüre zur Sexualerziehung
Bei ihren Bemühungen, den Comstock Act zu ändern, stieß Dennett auf den Widerstand von Margaret Sanger. Sanger hatte das Land von 1914 bis 1915 verlassen, um einer Strafverfolgung zu entgehen, weil sie The Woman Rebel geschrieben hatte, eine radikale Zeitung, der Gerichte Obszönität und Aufruhr vorwarfen. Dennett lehnte die Taktiken von Sanger ab, die zu zivilem Ungehorsam und Klassenkampf aufrief, und konzentrierte sich stattdessen auf Gesetzesreformen zur Änderung der Zensurgesetze. Von 1917 bis 1919 übte die NBCL Lobbyarbeit im Parlament des Staates New York aus, um Geburtenkontrolle aus den staatlichen Zensurgesetzen zu streichen.
1916 verlagerte sich Dennetts Fokus wieder auf das Frauenwahlrecht. Sie unterstützte die Wiederwahl von Woodrow Wilson zum US-Präsidenten, wurde Exekutivsekretärin des Frauenkomitees zur Wiederwahl Wilsons und später Exekutivsekretärin der Liga für progressive Demokratie, beides Organisationen in New York City. Als ihre Antikriegskampagnen aufgrund von Wilsons Unterstützung des Krieges auf Widerstand stießen, widmete sich Dennett wieder der Geburtenkontrollbewegung. 1918 wurde sie geschäftsführende Sekretärin der National Birth Control League in New York City. Wie zuvor konzentrierte sie sich auf die Aufhebung des Comstock Act, indem sie sich für eine Änderung der Obszönitätsgesetze einsetzte. Im Februar 1918 stimmte der Herausgeber der Medical Review of Reviews der Veröffentlichung von Dennetts Aufklärungsbroschüre The Sex Side of Life zu. In diesem Jahr begann Dennett, Artikel für die Birth Control Review zu schreiben, eine Publikation, die es Mitgliedern der Geburtenkontrollbewegung ermöglichte, über Aktivitäten und Aktivismus zu kommunizieren.

## Gründung der Voluntary Parenthood League und Verurteilung
1919 trat Dennett aus der National Birth Control League aus, da die New Yorker Politiker sie nicht bei der Verabschiedung eines Gesetzes zur Aufhebung der staatlichen Gesetze gegen Geburtenkontrolle unterstützten. Später im selben Jahr gründete Dennett die Voluntary Parenthood League (VPL) in New York City. Die VPL versuchte, Geburtenkontrolle aus den Obszönitätsgesetzen zu streichen und Eltern besser darin zu schulen, ihren Kindern Sexualkunde beizubringen. Dennett war von 1922 bis 1925 Leiterin der VPL und Herausgeberin deren Zeitschrift Birth Control Herald.
Von 1919 bis 1925 setzte sich Dennett für Kongressabgeordnete und andere Bundesbeamte ein, um ein Gesetz zu verabschieden, das Informationen über Geburtenkontrolle von Obszönitätsgesetzen ausnahm. Da es nach dem Comstock Act illegal war, Verhütungsmittel und Informationen darüber über den US-Postdienst zu versenden, wandte sich Dennett an die Rechtsanwälte des US-Postdienstes. Sie argumentierte, dass Postämter den Comstock Act nicht durchsetzen könnten, da nicht alle Briefe geöffnet und überprüft werden könnten. Als Reaktion darauf verbot das Postamt die Verbreitung jeglicher Briefe, die Dennetts The Sex Side of Life enthielten.
1926 veröffentlichte Dennett das Buch Birth Control Laws: Shall We Keep Them, Change Them, or Abolish Them, in dem sie die bundesstaatlichen und staatlichen Gesetze zur Geburtenkontrolle beschrieb und ihre Argumente für eine Änderung dieser Gesetze darlegte.
Dennett erhielt weiterhin Post von Menschen, die Fragen zu Empfängnisverhütung und Sexualerziehung stellten. Immer wenn Dennett versuchte, ihre Broschüre The Sex Side of Life in unverschlossenen Umschlägen zu schicken, was damals die übliche Versandmethode war, beschlagnahmte die Post den Inhalt nach dem Öffnen. Daraufhin begann Dennett verschlossene Umschläge zu verwenden. 1928 wurde Dennett, nachdem die Post durch die Verwendung einer Scheinadresse Beweise gesichert hatte, nach dem Comstock-Gesetz angeklagt, verurteilt und zu einer Geldstrafe von 300 Dollar verurteilt. Zwei Jahre später, inmitten landesweiter öffentlicher Proteste, entschied das Berufungsgericht der Vereinigten Staaten, dass das Comstock-Gesetz „nicht als dazu bestimmt angesehen werden dürfe, ernsthafte Aufklärung in Sexualfragen zu behindern, es sei denn, die Art und Weise, in der die Informationen übermittelt werden, ist eindeutig unanständig.“ Der Fall Dennett war Teil einer Reihe von Entscheidungen, die 1936 in der Rechtssache United States v. One Package of Japanese Pessaries gipfelten, wonach das Comstock-Gesetz die Einfuhr … per Post von Dingen, die … von … Ärzten verwendet werden könnten, nicht verhinderte. Mit dieser Entscheidung wurden alle Bundesverbote für Verhütungsmittel und -informationen als Hilfsmittel für medizinisches Personal aufgehoben. Empfängnisverhütung wurde erst 1971 aus den Verboten des Comstock-Gesetzes herausgenommen.
Dennetts Prozess erregte große Aufmerksamkeit in den Medien. Die Auflage ihrer Broschüre The Sex Side of Life nahm zu, nachdem das ursprüngliche Urteil aufgehoben worden war. Ihr Prozess veranlasste mehr Menschen, die Gültigkeit von Obszönitätsgesetzen, insbesondere des Comstock Act, in Frage zu stellen.
Nachdem sie Mitte der 1930er Jahre in den Ruhestand gegangen war und mit ihrem Sohn nach Woodside, New York, gezogen war, beteiligte sich Dennett weiterhin an sozialreformerischen Gruppen. Von 1941 bis 1944 war Dennett Mitbegründerin der World Federalists, einer Organisation in Woodside, die sich für den Weltfrieden einsetzte, und arbeitete als deren Vorsitzende.
1945 zog Dennett nach Valatie, New York, um in einem Pflegeheim zu leben. Sie starb dort 1947 im Alter von 75 Jahren.

## Veröffentlichungen (Auswahl)
- Birth Control Laws: Shall We Keep Them, Change Them, or Abolish Them. 1926.
- The Sex Side of Life - An Explanation for Young People. CreateSpace Independent Publishing Platform, 2015, ISBN 978-1-7172-6562-3.[4]
- What Birth Control Means: Self-Determined Parenthood. Physical Culture. July 1922.
- The Sex Education of Children: A Book for Parents. 1931.
- Who's Obscene? 1930.